# Heian Godan
Heian Godan (平安五段 Heian Godan?, “paz y tranquilidad, nivel 5”) es el quinto kata de la serie de katas Heian del estilo Shotokan de karate. Fue creada por Gichin Funakoshi a principios del siglo XX.

## Historia
Este kata, como el resto de la serie Heian fue adaptado por Ankō Itosu del kata Kankū Dai a principios del siglo XX.

## Estructura
Como característica del kata, se introduce el primer salto de la serie.
Contiene 23 movimientos y dos kiai.

### Diagrama (embusen)
El embusen de este kata es muy sencillo, al igual que el resto de las Heian. Prácticamente se asemeja a una I mayúscula.

### Posiciones (dachi)
- Kokutsu dachi
- Heisoku dachi
- Zenkutsu dachi
- Kiba dachi
- Kosa dachi
- Teiji dachi

### Defensas (uke)
- Uchi uke
- Yuji uke
- Morote uke
- Gedan barai
- Manji uke

### Ataques directos (tsuki)
- Kagi tsuki
- Oi tsuki
- Ura tsuki

### Ataques indirectos (uchi)
- Tettsui uchi
- Ura tsuki
- Nukite

### Patadas (geri)
- Mikatsuki geri

## Puntos importantes

### El salto
La dificultad del salto radica en que es en altura, no el longitud, y al caer el practicante no debe perder el equilibrio desde la posición de kosa dachi. En esta postura hay que tener cuidado de no agachar la espalda, manteniendo la rectitud.

## Aplicaciones (bunkai)

### Morote uke y Ura tsuki en kosa dachi
Antes del salto, esta combinación de técnicas trata de defender un ataque de puño medio-alto con un morote uke, continuando un ataque con ese mismo brazo a la barbilla del oponente desde abajo (ura tsuki), cambiando a posición de teiji dachi.

### Equivalencias entre estilos
Este kata también se encuentra presente en otros estilos de karate, con distinto nombre y algunas diferencias en su ejecución.
- Heian Godan: Shotokan.
- Pinan Godan: Shitō-ryū, Shōrin-ryū, Wadō-ryū, Gensei-ryū, Kyokushin kaikan, Ryukyu Kempo, Shindō jinen-ryū, Shukokai.
- Pyung ahn o dan: Tang Soo Do (karate coreano).[2][3]
- Pinan sono go: Kyokushinkai.

### Vídeos
- Heian Godan, por Hirokazu Kanazawa en YouTube.
- Heian Godan, con Masatoshi Nakayama en YouTube.
- Heian Godan, por Keinosuke Enoeda en YouTube.
- Heian Godan, por alumnos de la JKA en los 60 en YouTube.

### Webs
- Heian Godan. Embusen, dibujo y vídeo

- Datos: Q1593805